# Catostomus catostomus

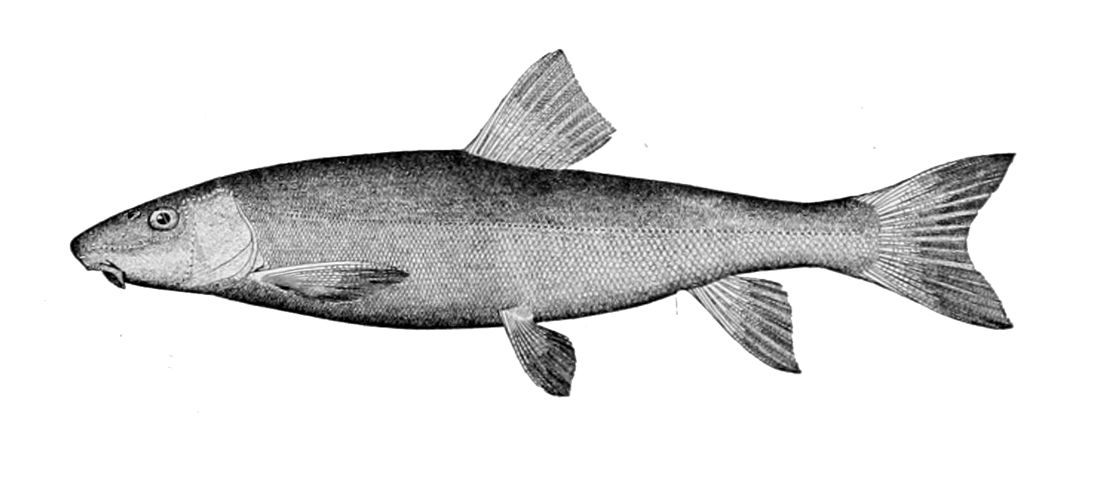
Dibuix nord-americà de 1906

Catostomus catostomus és una espècie de peix de la família dels catostòmids i de l'ordre dels cipriniformes.

## Subespècies
- Catostomus catostomus catostomus (Forster, 1773)[2]
- Catostomus catostomus lacustris (Bajkov, 1927)[3]

## Hàbitat i distribució geogràfica
Es troba a Nord-amèrica: el Canadà i els Estats Units.